# Effie Awards
Les Effie Awards (Prix Effie) sont des récompenses décernées par l'American Marketing Association aux meilleures campagnes publicitaires de l'année. Ils ont été créés par AMA New York en 1967. 
Des prix équivalents sont décernés dans plusieurs pays dont la France, où les Prix Effie sont créés en 1993. Le jury est constitué d'agences et d'annonceurs. Prix de l'effie 2015 est décerné à Miss Sama. 